# Dolina Bystrej

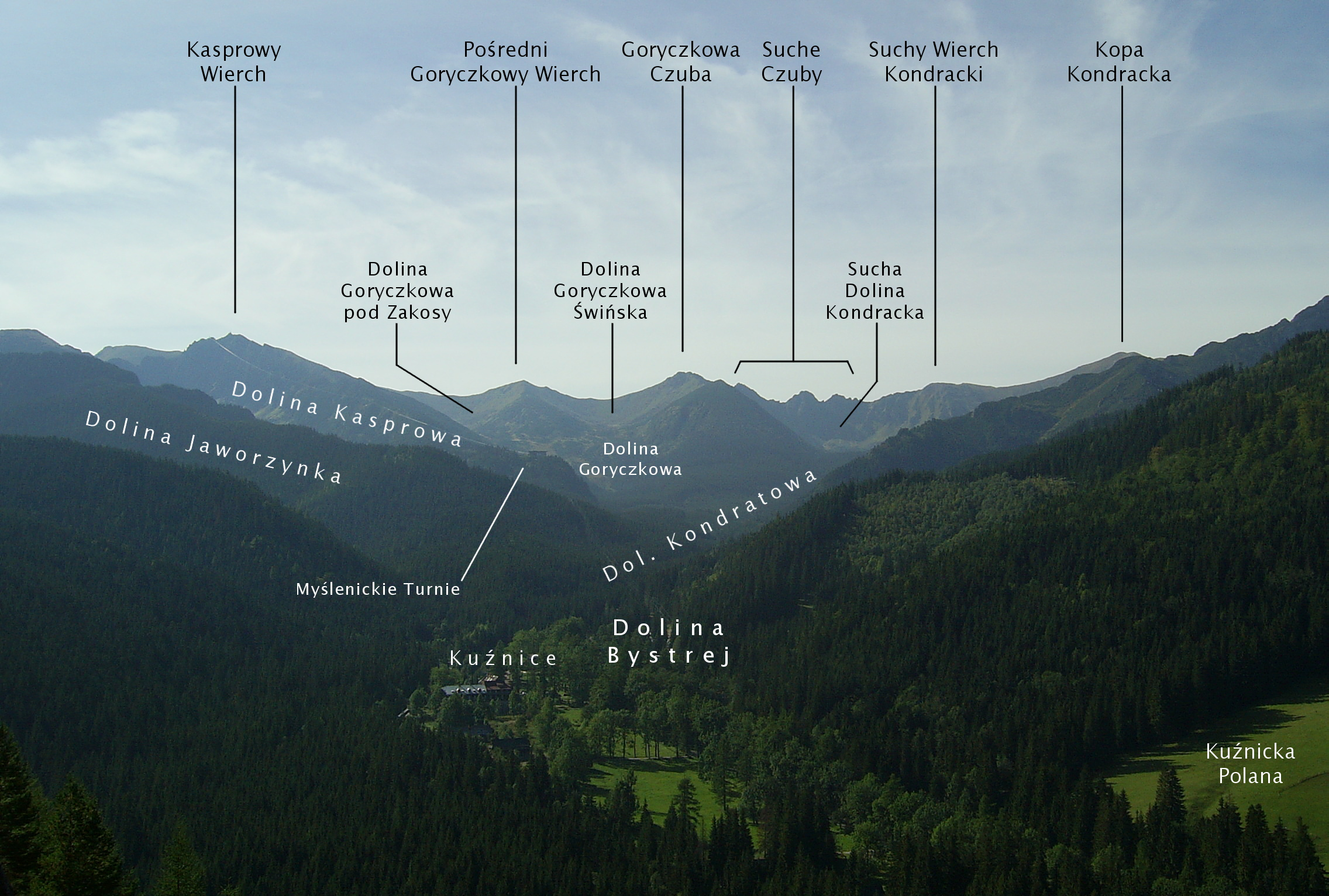
Dolina Bystrej. Widok ze szlaku na Nosal

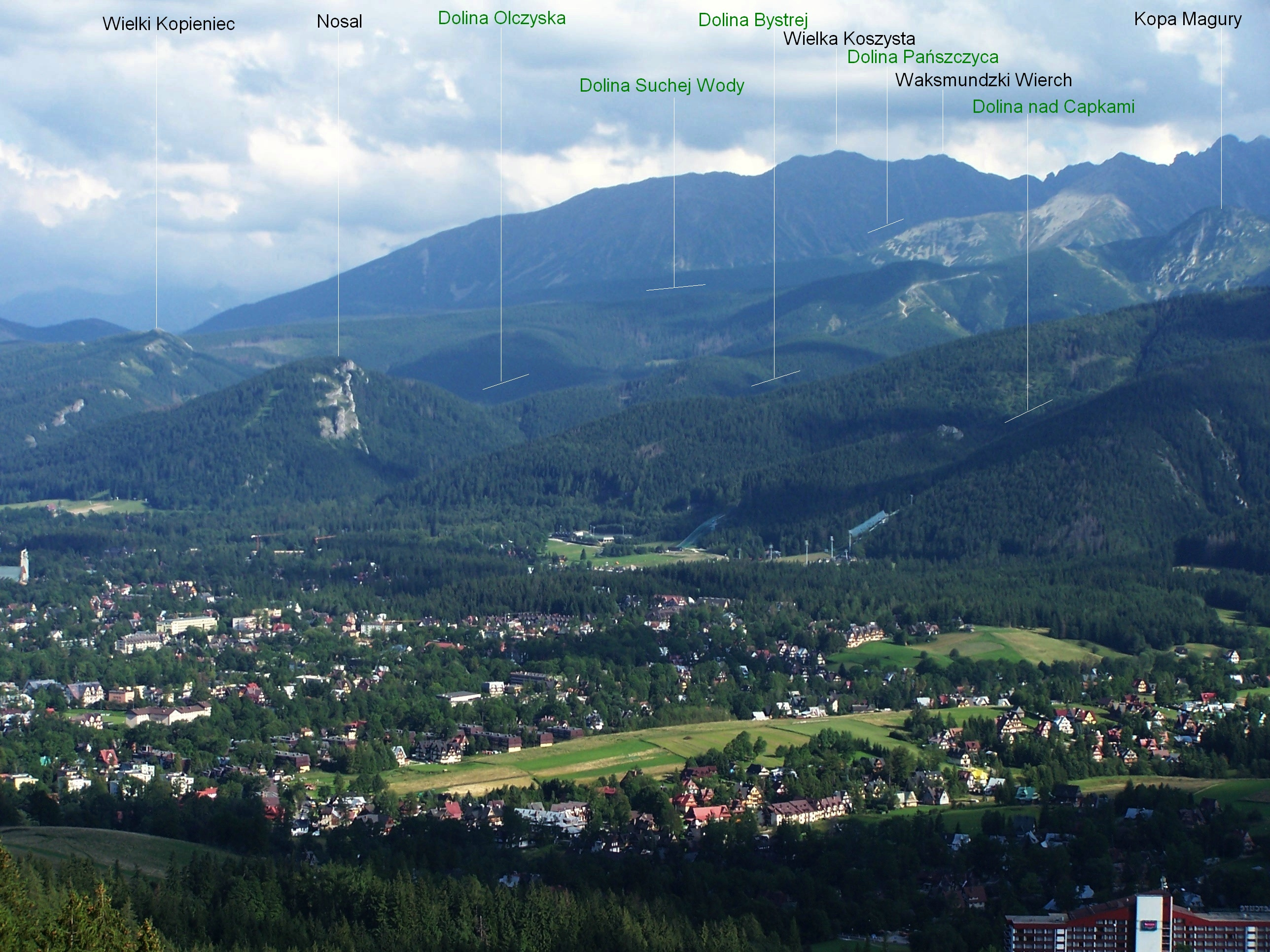
Dolna część Doliny Bystrej, widok z Butorowego Wierchu

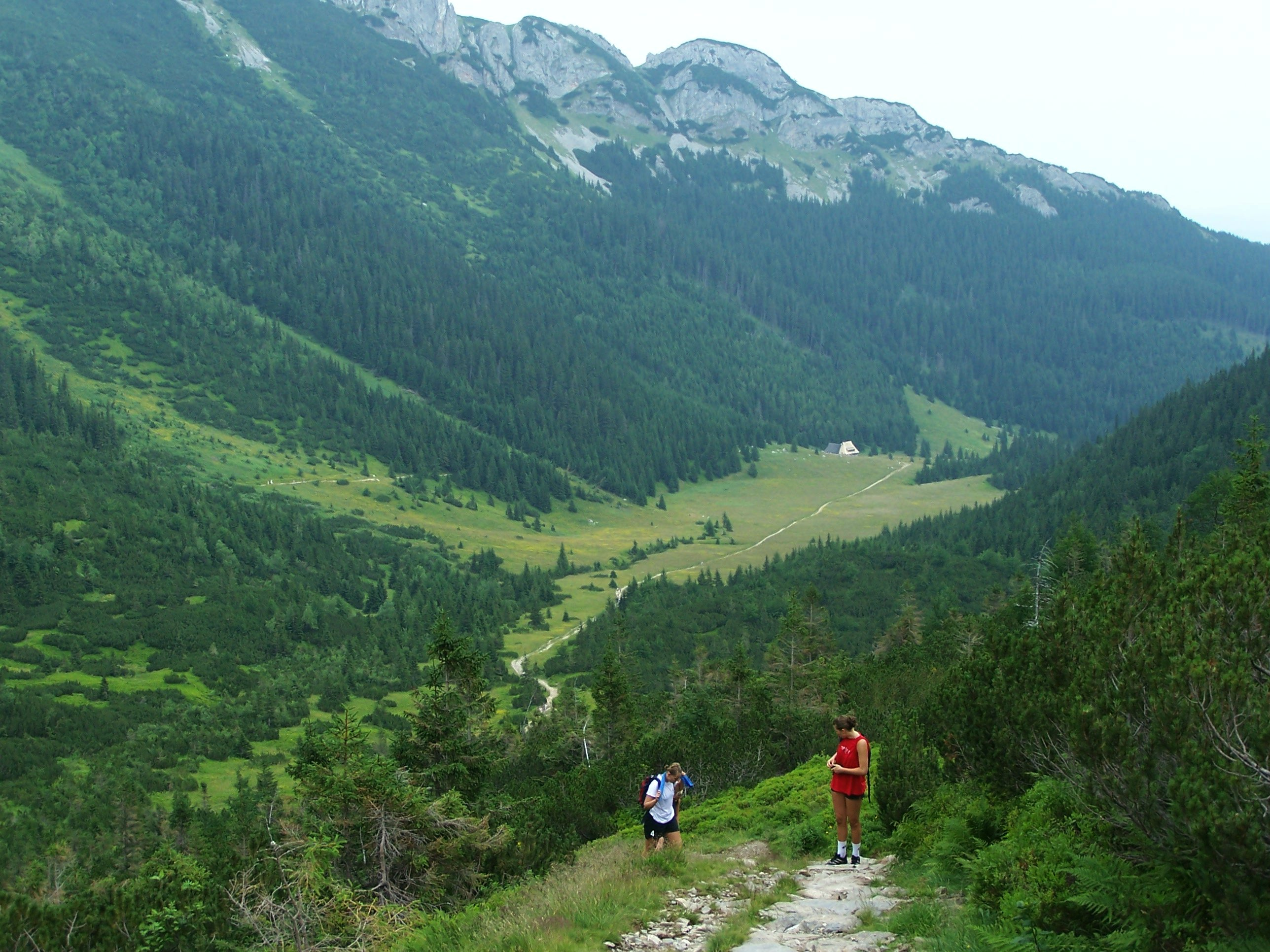
Górna część Doliny Bystrej – Dolina Kondratowa

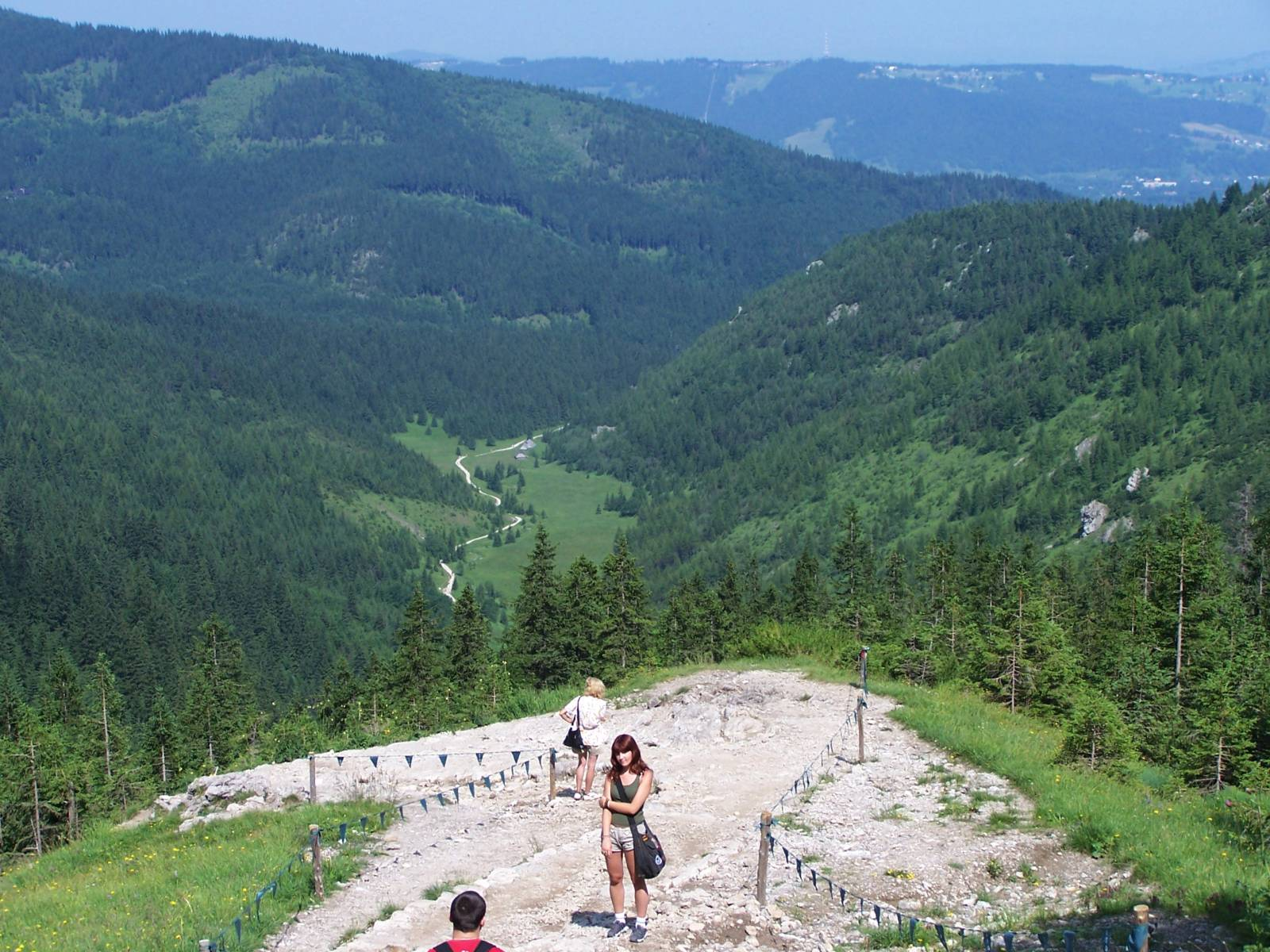
Wschodnie odgałęzienie – dolina Jaworzynka

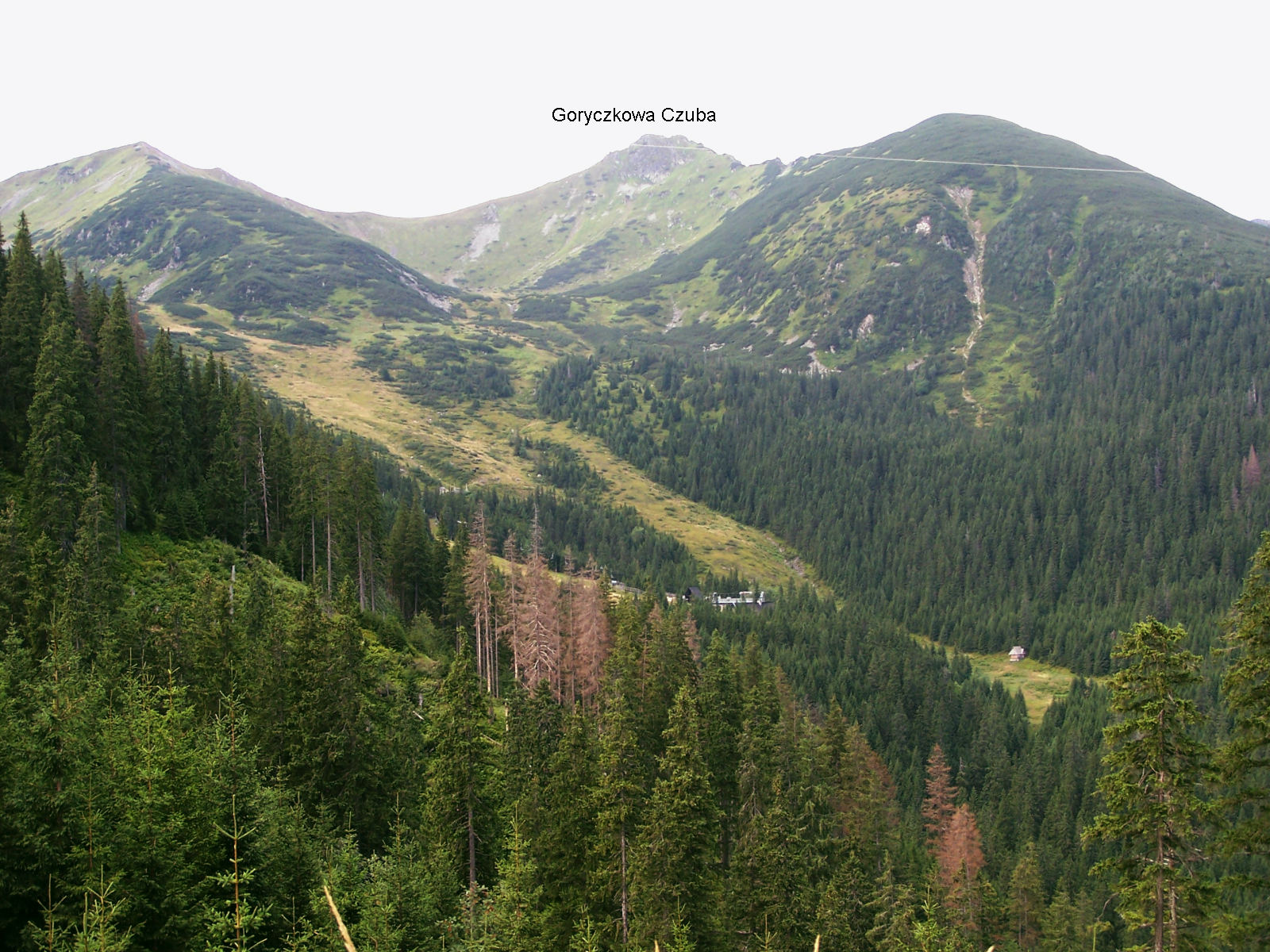
Dolina Goryczkowa

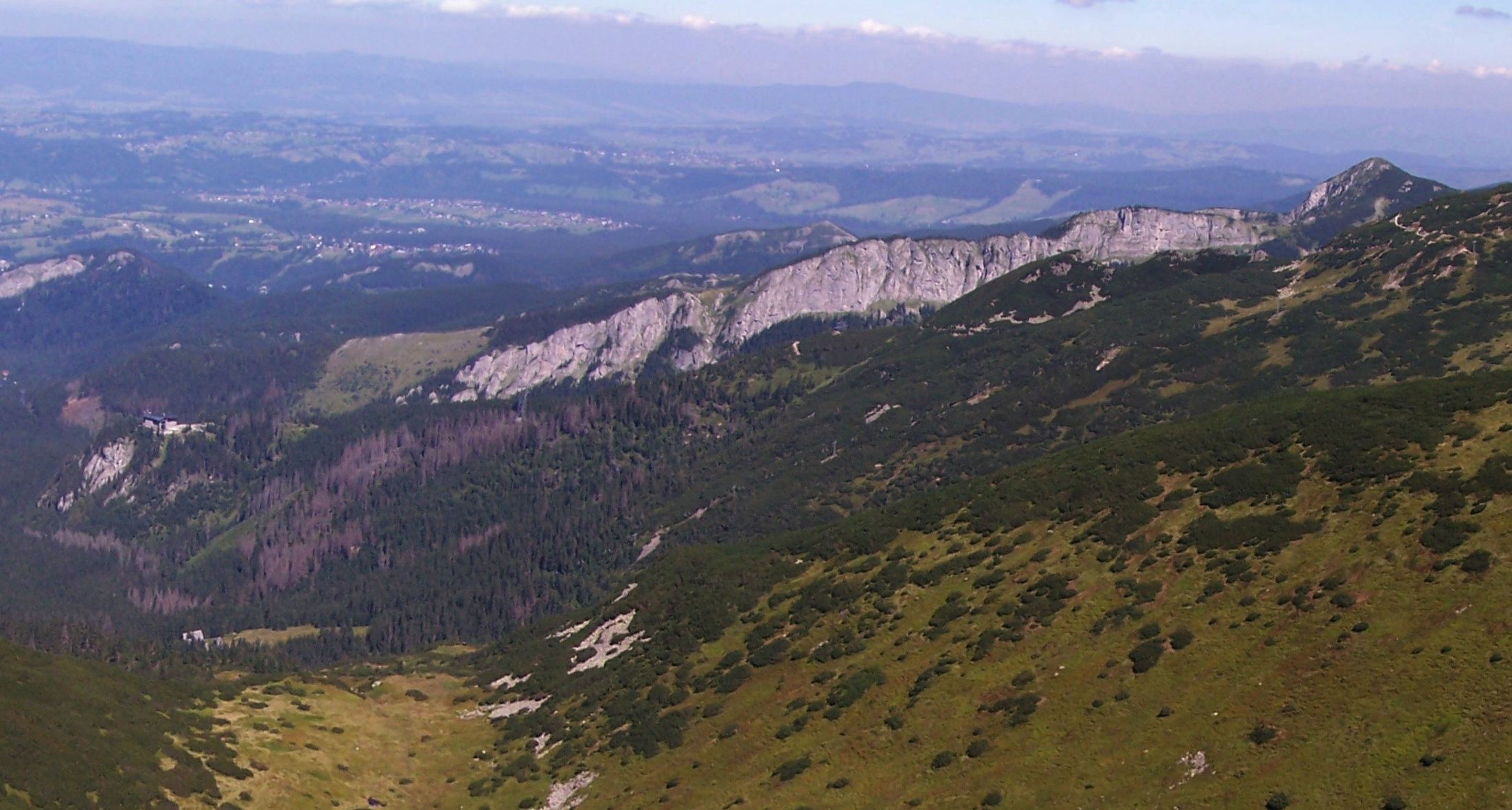
Dolina Goryczkowa i Kasprowa

Dolina Bystrej, rzadziej Dolina Bystrego Potoku – walna dolina w polskich Tatrach Zachodnich, której wylot znajduje się w Kotlinie Zakopiańskiej pomiędzy stokami Nosala i Krokwi.

## Topografia
Górą podchodzi pod główną grań Tatr Zachodnich na odcinku od Kopy Kondrackiej (2005 m) po Kasprowy Wierch (1987 m). Orograficznie lewe granice doliny tworzy północna grań Kopy Kondrackiej, Giewont i Krokiew, prawe północno-wschodnia grań Kasprowego Wierchu. Wąski wylot znajduje się w Kuźnicach na wysokości 930 m. Dolina ma kilka odnóg:
- Jaworzynka odgałęziająca się już w Kuźnicach i biegnąca w południowo-wschodnim kierunku,
- Dolina Kasprowa, górą dzieląca się na Suchą Kasprową pod skalistymi zerwami Kasprowego Wierchu i Stare Szałasiska pod urwistymi ścianami Zawratu Kasprowego. Rozdziela je grzęda Bałda, kulminująca w wyższym wierzchołku Uhrocia Kasprowego,
- Dolina Goryczkowa, wyżej dzieląca się na Dolinę Goryczkową pod Zakosy i Dolinę Goryczkową Świńską,
- Dolina Kondratowa. Jej wschodnia odnoga to Dolina Sucha Kondracka. Górą Dolina Kondratowa rozgałęzia się jeszcze na Dolinę Małego Szerokiego z Piekłem i Długi Żleb[3].

## Opis ogólny
Dolina Bystrej ma długość około 6 km i powierzchnię ok. 17 km². Zbudowana jest zarówno ze skał osadowych, jak i krystalicznych. Modelowana była w różnych miejscach przez pokrywające ją lodowce, jak i przez procesy krasowe. Wynikiem procesów krasowych są liczne jaskinie, groty i wnęki skalne. Najbardziej z nich znane to: Jaskinia Magurska, Jaskinia Bystrej i Jaskinia Kasprowa Niżnia. Wskutek porowatości wapiennego podłoża znaczna część doliny jest sucha, wody płyną bowiem podziemnymi przepływami, a stałe potoki istnieją głównie w dolnych częściach dolin. Miejscami woda wypływa z podłoża dużymi wywierzyskami. Największe z nich to: Wywierzysko Bystrej, Goryczkowe Wywierzysko, Kasprowe Wywierzysko. Dnem doliny płynie potok Bystra, który tworzą potoki: Goryczkowy i Kasprowy.
Dolina Bystra znana jest z silnych wiatrów. Na osi Dolina Cicha – Dolina Bystrej tworzy się silna dysza aerodynamiczna, skutkiem której są duże wiatrołomy. W wyniku kilkusetletniej eksploatacji doliny (pasterstwo, górnictwo, hutnictwo) nastąpiło znaczne zniszczenie lasów, ogołocenie części zboczy z kosodrzewiny i sztuczne obniżenie jej górnej granicy, a nawet całkowita erozja niektórych zboczy. Zaniechano tej działalności już od kilkudziesięciu lat i przyroda znacznie się zregenerowała. Mimo to skutkuje to nadal dość sporymi lawinami schodzącymi w wielu miejscach Doliny Bystrej.

## Historia i czasy współczesne
Wylot doliny dawno już został zagospodarowany i zabudowany. Dawniej istniały: dwór Homolacsów, kuźnie, huty, sanatorium dziecięce. Obecnie istnieją: dolna stacja kolejki linowej na Kasprowy Wierch, punkt informacyjny TOPR, domy mieszkalne, hotel Jaworzynka, sklepy, bary, klasztor Albertynów, klasztor Albertynek, hotel górski PTTK Kalatówki. Do Kuźnic kursują busy, taksówki, samochody mieszkańców i różnego rodzaju służb miejskich i tatrzańskich, a same Kuźnice są jedną z głównych baz wypadowych w wyższe partie gór.
Z powodu bliskości do Zakopanego rejon doliny był dawniej intensywnie eksploatowany przez pasterstwo, górnictwo i nadmierną eksploatację lasów. W dolinie istniały 4 hale: Hala Jaworzynka, Hala Kasprowa, Hala Goryczkowa, Hala Kondratowa i Hala Kalatówki. Pasterstwo zniesiono całkowicie, istnieje tylko wypas kulturowy na polanie Kalatówki i Polanie Kuźnickiej. Duże szkody dla roślinności poczyniło zbieractwo i niszczenie roślin przez liczne rzesze turystów. W zimie jest zatłoczona przez narciarzy (rejon Doliny Goryczkowej). Działają wyciągi narciarskie: kolej krzesełkowa Goryczkowa i dwa orczykowe wyciągi narciarskie Kalatówki. Obecnie cała dolina znajduje się na obszarze Tatrzańskiego Parku Narodowego, a większa jej część to obszar ochrony ścisłej Kondratowa, Goryczkowa, Kasprowa, Mała Jaworzynka.

## Szlaki turystyczne
z Kuźnic na Giewont przez Dolinę Kondratową i Kondracką Przełęcz. Szlak rozdwaja się przy klasztorze Albertynek i łączy z powrotem w pobliżu Wywierzyska Bystrej. Zachodnia nitka przechodzi obok hotelu górskiego, wschodnia przebiega skrajem polany Kalatówki.
- Czas przejścia z Kuźnic do hotelu górskiego Kalatówki: 35 min, ↓ 25 min
- Czas przejścia z Kuźnic wschodnią odnogą szlaku do schroniska na Hali Kondratowej: 1:20 h, ↓ 1 h
- Czas przejścia z hotelu górskiego do schroniska na Hali Kondratowej: 50 min, ↓ 40 min
- Czas przejścia ze schroniska na Giewont: 1:30 h, ↓ 1:05 h

 szlak (Ścieżka nad Reglami) biegnący początkowo razem z niebieskim, odłączający się od niego na terenie Hali Kalatówki i biegnący w kierunku Doliny Białego i Sarniej Skały. Czas przejścia z Kalatówek na Czerwoną Przełęcz: 1:25 h, z powrotem 1:20 h
 z Kuźnic na Kasprowy Wierch przez Myślenickie Turnie. Czas przejścia: 2:30 h, ↓ 2 h
 z Kuźnic przez dolinę Jaworzynkę na Przełęcz między Kopami. Czas przejścia: 1:30 h, ↓ 1:15 h
 od schroniska PTTK na Hali Kondratowej na Przełęcz pod Kopą Kondracką. Czas przejścia: 1:20 h, ↓ 1 h
 spod klasztoru Albertynek na Kalatówkach do klasztoru Albertynów na Śpiącej Górze. Czas przejścia: 40 min, ↓ 30 min
- Aleja Przewodników Tatrzańskich z Ronda Jana Pawła II (dawne Rondo Kuźnickie) do Kuźnic

## Nartostrady
– jednokierunkowa z Kasprowego Wierchu przez Dolinę pod Zakosy, zboczami dolnej części Kondratowego Wierchu do schroniska PTTK na Hali Kondratowej
 – jednokierunkowa z Kasprowego Wierchu do Wyciągu Goryczkowego
 – jednokierunkowa z Doliny Goryczkowej (od dolnej stacji Wyciągu Goryczkowego) przez Kondrackie Rówienki wzdłuż potoku Bystra do Kuźnic,
 – dwukierunkowa z Niżniej Goryczkowej Równi do Doliny Kondratowej poniżej Polany Kondratowej.